# Assembleia Constituinte de Uganda de 1994
A Assembleia Constituinte de Uganda foi uma assembleia constituinte que perdurou durante os anos de 1994 e 1995, resultando na promulgação da Constituição de Uganda, em vigor desde 1995.

## Contexto
Em 1988, o Conselho de Resistência Nacional (NRC) criou uma Comissão Constitucional, com 21 membros. Essa Comissão apresentou um rascunho do novo texto constitucional em dezembro de 1993.
No mesmo ano, o NRC estabeleceu o Estatuto da Assembleia Constitucional que, entre outras coisas, definia as funções da assembleia por vir como:
- Escrutínio, debate a preparação do texto constitucional; e
- Emanar e promulgar uma nova Constituição para a Republica de Uganda.

Nesse estatuto também foi criada uma Comissão Eleitoral Interina, responsável pela eleição dos futuros membros da Assembleia Constituinte, pleito que aconteceu em março de 1994 com a eleição de 284 representantes.

## Resultados

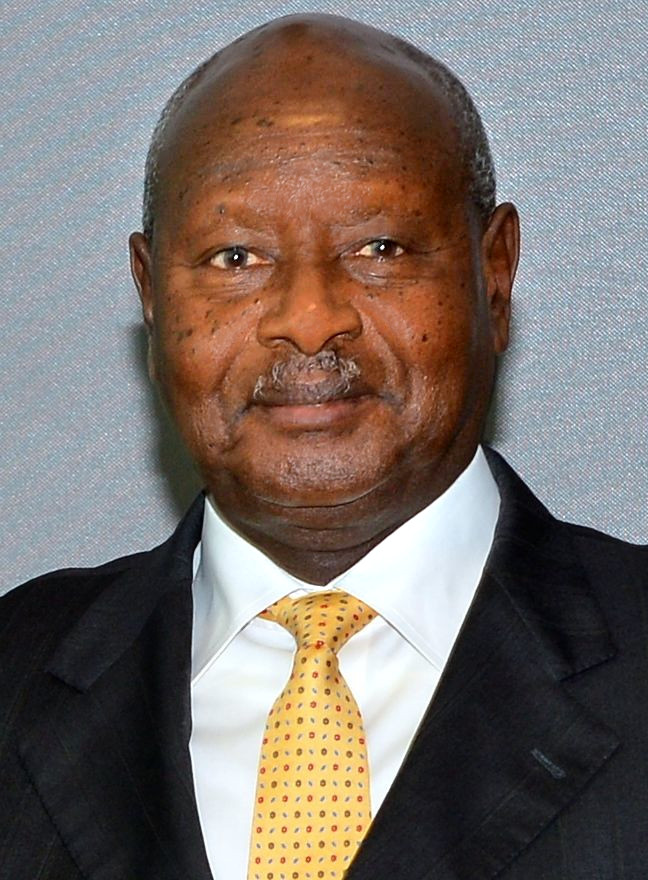
Yoweri Musevani, presidente eleito nas primeiras eleições diretas do país, em 1996.

A nova Constituição de Uganda, resultado do trabalho da Assembleia, foi promulgada em 08 de outubro de 1995.
Em seguida, uma nova Comissão Eleitoral Interina foi estabelecida para organizar a eleição presidencial, a primeira realizada de modo direto no país. Essa eleição aconteceu em 07 de maio de 1996, sendo eleito Yoweri Museveni.

## Membros
Uma das constituintes eleitas nas eleições de 1994 foi Victoria Mwaka, geógrafa ugandense que atuou como vice-presidente da Assembleia.